# Brookesia superciliaris
Brookesia superciliaris (Kuhl, 1820) è un piccolo sauro della famiglia Chamaeleonidae, endemico del Madagascar.

## Descrizione
Può raggiungere una lunghezza di 10 cm, il che fa di B. superciliaris una delle specie di Brookesia di maggiori dimensioni.

La colorazione della livrea va dal beige al verde oliva. La cresta cefalica si prolunga in due tubercoli prominenti che sporgono, a mo' di corna, al di sopra degli occhi.

## Biologia
Ha abitudini diurne. Come altre specie di Brookesia trascorre le ore diurne nella lettiera della foresta pluviale, mentre durante la notte cerca riparo in posatoi sopraelevati (piccoli arbusti, rami secchi caduti al suolo).

## Distribuzione e habitat
La specie è diffusa nella foresta pluviale del versante orientale del Madagascar, dal livello del mare sino a 1250 m di altitudine.

## Conservazione
La IUCN Red List classifica B. superciliaris come specie a basso rischio (Least Concern).
La specie è inserita nella Appendice II della Convention on International Trade of Endangered Species (CITES).